# ブリュッセル王立美術アカデミーの人物一覧
ブリュッセル王立美術アカデミーの人物一覧（ブリュッセルおうりつびじゅつアカデミーのじんぶついちらん）は、ブリュッセルの美術学校のブリュッセル王立美術アカデミーに関連する人物の一覧である。ブリュッセル王立美術アカデミーは前身となる美術学校が、1711年に設立された。1815年にブリュッセルがネーデルラント連合王国の領地となった時代を経て、1831年のベルギー独立後、1836年に王立美術アカデミーに改組された。

## 人物一覧
| 名前                               | 生没年    | 出身の国     | 備考・出典         | 作品例 |
| ---------------------------------- | --------- | ------------ | ------------------ | --- |
| フランソワ＝ジョセフ・ナヴェス     | 1787-1869 | ベルギー     | 1835年- 校長       | ナヴェス ポルテール スタラールト シャルル・ド・グルー ブーランジェ ゴッホ アンソール テオ・ファン・レイセルベルヘ エルマン・リシール シレン リック・ウォータース |
| ヨーゼフ・パエリンク               | 1781-1839 | ベルギー     | 会員。教師         | ナヴェス ポルテール スタラールト シャルル・ド・グルー ブーランジェ ゴッホ アンソール テオ・ファン・レイセルベルヘ エルマン・リシール シレン リック・ウォータース |
| アンリ・ドケーヌ                   | 1799-1852 | ベルギー     | 前身の学校の学生   | ナヴェス ポルテール スタラールト シャルル・ド・グルー ブーランジェ ゴッホ アンソール テオ・ファン・レイセルベルヘ エルマン・リシール シレン リック・ウォータース |
| ファニー・ジーフス＝コア           | 1807-1883 | ベルギー     | 名誉会員           | ナヴェス ポルテール スタラールト シャルル・ド・グルー ブーランジェ ゴッホ アンソール テオ・ファン・レイセルベルヘ エルマン・リシール シレン リック・ウォータース |
| ウジェーヌ・シモニス               | 1810-1880 | ベルギー     | 1863-教授          | ナヴェス ポルテール スタラールト シャルル・ド・グルー ブーランジェ ゴッホ アンソール テオ・ファン・レイセルベルヘ エルマン・リシール シレン リック・ウォータース |
| シャルル・オーギュスト・フレカン   | 1817-1893 | ベルギー     | 学生               | ナヴェス ポルテール スタラールト シャルル・ド・グルー ブーランジェ ゴッホ アンソール テオ・ファン・レイセルベルヘ エルマン・リシール シレン リック・ウォータース |
| ジャン＝フランソワ・ポルテール     | 1818-1895 | ベルギー     | 1878年- 校長       | ナヴェス ポルテール スタラールト シャルル・ド・グルー ブーランジェ ゴッホ アンソール テオ・ファン・レイセルベルヘ エルマン・リシール シレン リック・ウォータース |
| ジョセフ・ファン・セーフェルドンク | 1819-1905 | ベルギー     | 1865-教授          | ナヴェス ポルテール スタラールト シャルル・ド・グルー ブーランジェ ゴッホ アンソール テオ・ファン・レイセルベルヘ エルマン・リシール シレン リック・ウォータース |
| アルフレッド・ステヴァンス         | 1823-1906 | ベルギー     | 学生               | ナヴェス ポルテール スタラールト シャルル・ド・グルー ブーランジェ ゴッホ アンソール テオ・ファン・レイセルベルヘ エルマン・リシール シレン リック・ウォータース |
| ジョゼフ・ヴァン・レリウス         | 1823-1876 | ベルギー     | 学生               | ナヴェス ポルテール スタラールト シャルル・ド・グルー ブーランジェ ゴッホ アンソール テオ・ファン・レイセルベルヘ エルマン・リシール シレン リック・ウォータース |
| ジョゼフ・スタラールト             | 1825-1903 | ベルギー     | 1865-教授          | ナヴェス ポルテール スタラールト シャルル・ド・グルー ブーランジェ ゴッホ アンソール テオ・ファン・レイセルベルヘ エルマン・リシール シレン リック・ウォータース |
| シャルル・ド・グルー               | 1825-1870 | ベルギー     | 学生               | ナヴェス ポルテール スタラールト シャルル・ド・グルー ブーランジェ ゴッホ アンソール テオ・ファン・レイセルベルヘ エルマン・リシール シレン リック・ウォータース |
| ウジェーヌ・スミッツ               | 1826-1912 | ベルギー     | 学生               | ナヴェス ポルテール スタラールト シャルル・ド・グルー ブーランジェ ゴッホ アンソール テオ・ファン・レイセルベルヘ エルマン・リシール シレン リック・ウォータース |
| ルイ・デュボア                     | 1830-1880 | ベルギー     | 学生               | ナヴェス ポルテール スタラールト シャルル・ド・グルー ブーランジェ ゴッホ アンソール テオ・ファン・レイセルベルヘ エルマン・リシール シレン リック・ウォータース |
| コンスタンタン・ムーニエ           | 1831-1905 | ベルギー     | 学生               | ナヴェス ポルテール スタラールト シャルル・ド・グルー ブーランジェ ゴッホ アンソール テオ・ファン・レイセルベルヘ エルマン・リシール シレン リック・ウォータース |
| フェリックス・ブーレ               | 1831-1883 | ベルギー     | 学生               | ナヴェス ポルテール スタラールト シャルル・ド・グルー ブーランジェ ゴッホ アンソール テオ・ファン・レイセルベルヘ エルマン・リシール シレン リック・ウォータース |
| カミーユ・ヴァン・カンプ           | 1834-1891 | ベルギー     | 学生               | ナヴェス ポルテール スタラールト シャルル・ド・グルー ブーランジェ ゴッホ アンソール テオ・ファン・レイセルベルヘ エルマン・リシール シレン リック・ウォータース |
| イポリット・ブーランジェ           | 1837-1874 | ベルギー     | 学生               | ナヴェス ポルテール スタラールト シャルル・ド・グルー ブーランジェ ゴッホ アンソール テオ・ファン・レイセルベルヘ エルマン・リシール シレン リック・ウォータース |
| ダーフィット・オイエンス           | 1842-1902 | ベルギー     | 学生               | ナヴェス ポルテール スタラールト シャルル・ド・グルー ブーランジェ ゴッホ アンソール テオ・ファン・レイセルベルヘ エルマン・リシール シレン リック・ウォータース |
| シャルル・ヴァン・デル・スタッペン | 1843-1910 | ベルギー     | 学生、教授         | ナヴェス ポルテール スタラールト シャルル・ド・グルー ブーランジェ ゴッホ アンソール テオ・ファン・レイセルベルヘ エルマン・リシール シレン リック・ウォータース |
| アンナ・ノルドランデル             | 1843-1879 | スウェーデン | 学生               | ナヴェス ポルテール スタラールト シャルル・ド・グルー ブーランジェ ゴッホ アンソール テオ・ファン・レイセルベルヘ エルマン・リシール シレン リック・ウォータース |
| グザヴィエ・メルリ                 | 1845-1921 | ベルギー     | 学生               | ナヴェス ポルテール スタラールト シャルル・ド・グルー ブーランジェ ゴッホ アンソール テオ・ファン・レイセルベルヘ エルマン・リシール シレン リック・ウォータース |
| イジドール・ヴェルヘイデン         | 1846-1905 | ベルギー     | 学生               | ナヴェス ポルテール スタラールト シャルル・ド・グルー ブーランジェ ゴッホ アンソール テオ・ファン・レイセルベルヘ エルマン・リシール シレン リック・ウォータース |
| エミール・ワウタース               | 1846-1933 | ベルギー     | 学生               | ナヴェス ポルテール スタラールト シャルル・ド・グルー ブーランジェ ゴッホ アンソール テオ・ファン・レイセルベルヘ エルマン・リシール シレン リック・ウォータース |
| アメデ・リナン                     | 1852-1938 | ベルギー     | 学生               | ナヴェス ポルテール スタラールト シャルル・ド・グルー ブーランジェ ゴッホ アンソール テオ・ファン・レイセルベルヘ エルマン・リシール シレン リック・ウォータース |
| フィンセント・ファン・ゴッホ       | 1853-1890 | オランダ     | 1880年に短期間受講 | ナヴェス ポルテール スタラールト シャルル・ド・グルー ブーランジェ ゴッホ アンソール テオ・ファン・レイセルベルヘ エルマン・リシール シレン リック・ウォータース |
| ギヨーム・シャルリエ               | 1854-1925 | ベルギー     | 学生               | ナヴェス ポルテール スタラールト シャルル・ド・グルー ブーランジェ ゴッホ アンソール テオ・ファン・レイセルベルヘ エルマン・リシール シレン リック・ウォータース |
| レミー・コッヘ                     | 1854-1935 | ベルギー     | 学生               | ナヴェス ポルテール スタラールト シャルル・ド・グルー ブーランジェ ゴッホ アンソール テオ・ファン・レイセルベルヘ エルマン・リシール シレン リック・ウォータース |
| レオン・フレデリック               | 1856-1940 | ベルギー     | 学生               | ナヴェス ポルテール スタラールト シャルル・ド・グルー ブーランジェ ゴッホ アンソール テオ・ファン・レイセルベルヘ エルマン・リシール シレン リック・ウォータース |
| フェルナン・クノップフ             | 1858-1921 | ベルギー     | 学生               | ナヴェス ポルテール スタラールト シャルル・ド・グルー ブーランジェ ゴッホ アンソール テオ・ファン・レイセルベルヘ エルマン・リシール シレン リック・ウォータース |
| ジェームズ・アンソール             | 1860-1949 | ベルギー     | 学生               | ナヴェス ポルテール スタラールト シャルル・ド・グルー ブーランジェ ゴッホ アンソール テオ・ファン・レイセルベルヘ エルマン・リシール シレン リック・ウォータース |
| ロドルフ・ウィッツマン             | 1860-1927 | ベルギー     | 学生               | ナヴェス ポルテール スタラールト シャルル・ド・グルー ブーランジェ ゴッホ アンソール テオ・ファン・レイセルベルヘ エルマン・リシール シレン リック・ウォータース |
| ヴィクトール・オルタ               | 1861-1942 | ベルギー     | 1927- 校長         | ナヴェス ポルテール スタラールト シャルル・ド・グルー ブーランジェ ゴッホ アンソール テオ・ファン・レイセルベルヘ エルマン・リシール シレン リック・ウォータース |
| ジャン・デルヴィル                 | 1861-1937 | ベルギー     | 1890- 教授         | ナヴェス ポルテール スタラールト シャルル・ド・グルー ブーランジェ ゴッホ アンソール テオ・ファン・レイセルベルヘ エルマン・リシール シレン リック・ウォータース |
| ヴィクトール・オルタ               | 1861-1947 | ベルギー     | 学生               | ナヴェス ポルテール スタラールト シャルル・ド・グルー ブーランジェ ゴッホ アンソール テオ・ファン・レイセルベルヘ エルマン・リシール シレン リック・ウォータース |
| テオ・ファン・レイセルベルヘ       | 1862-1926 | ベルギー     | 1900-教授          | ナヴェス ポルテール スタラールト シャルル・ド・グルー ブーランジェ ゴッホ アンソール テオ・ファン・レイセルベルヘ エルマン・リシール シレン リック・ウォータース |
| コンスタン・モンタルド             | 1862-1944 | ベルギー     | 1897- 教授         | ナヴェス ポルテール スタラールト シャルル・ド・グルー ブーランジェ ゴッホ アンソール テオ・ファン・レイセルベルヘ エルマン・リシール シレン リック・ウォータース |
| フランツ・シャルレ                 | 1862-1928 | ベルギー     | 学生               | ナヴェス ポルテール スタラールト シャルル・ド・グルー ブーランジェ ゴッホ アンソール テオ・ファン・レイセルベルヘ エルマン・リシール シレン リック・ウォータース |
| ウジェーヌ・ラールマンス           | 1864-1940 | ベルギー     | 学生               | ナヴェス ポルテール スタラールト シャルル・ド・グルー ブーランジェ ゴッホ アンソール テオ・ファン・レイセルベルヘ エルマン・リシール シレン リック・ウォータース |
| ウィリー・シュロバッハ             | 1864-1951 | ベルギー     | 学生               | ナヴェス ポルテール スタラールト シャルル・ド・グルー ブーランジェ ゴッホ アンソール テオ・ファン・レイセルベルヘ エルマン・リシール シレン リック・ウォータース |
| アルフレッド・ウィリアム・フィンチ | 1864-1930 | ベルギー     | 学生               | ナヴェス ポルテール スタラールト シャルル・ド・グルー ブーランジェ ゴッホ アンソール テオ・ファン・レイセルベルヘ エルマン・リシール シレン リック・ウォータース |
| アルベール・シャンベルラーニ       | 1864-1956 | ベルギー     | 学生               | ナヴェス ポルテール スタラールト シャルル・ド・グルー ブーランジェ ゴッホ アンソール テオ・ファン・レイセルベルヘ エルマン・リシール シレン リック・ウォータース |
| エミール・ファブリ                 | 1865-1966 | ベルギー     | 1900- 教授         | ナヴェス ポルテール スタラールト シャルル・ド・グルー ブーランジェ ゴッホ アンソール テオ・ファン・レイセルベルヘ エルマン・リシール シレン リック・ウォータース |
| ヴィクトール・ルソー               | 1865-1954 | ベルギー     | 1901- 教授         | ナヴェス ポルテール スタラールト シャルル・ド・グルー ブーランジェ ゴッホ アンソール テオ・ファン・レイセルベルヘ エルマン・リシール シレン リック・ウォータース |
| アンリ・ド・グルー                 | 1866-1930 | ベルギー     | 1906- 校長         | ナヴェス ポルテール スタラールト シャルル・ド・グルー ブーランジェ ゴッホ アンソール テオ・ファン・レイセルベルヘ エルマン・リシール シレン リック・ウォータース |
| エルマン・リシール                 | 1866-1942 | ベルギー     | 1906- 校長         | ナヴェス ポルテール スタラールト シャルル・ド・グルー ブーランジェ ゴッホ アンソール テオ・ファン・レイセルベルヘ エルマン・リシール シレン リック・ウォータース |
| ジョルジュ・ミンヌ                 | 1866-1941 | ベルギー     | 学生               | ナヴェス ポルテール スタラールト シャルル・ド・グルー ブーランジェ ゴッホ アンソール テオ・ファン・レイセルベルヘ エルマン・リシール シレン リック・ウォータース |
| ジャン・デルヴィル                 | 1867-1953 | ベルギー     | 1907- 教授         | ナヴェス ポルテール スタラールト シャルル・ド・グルー ブーランジェ ゴッホ アンソール テオ・ファン・レイセルベルヘ エルマン・リシール シレン リック・ウォータース |
| マリー・アントワネット・マルコット | 1867-1929 | フランス     | 学生               | ナヴェス ポルテール スタラールト シャルル・ド・グルー ブーランジェ ゴッホ アンソール テオ・ファン・レイセルベルヘ エルマン・リシール シレン リック・ウォータース |
| ジスベール・コンバッツ             | 1869-1941 | ベルギー     | 学生、教授         | ナヴェス ポルテール スタラールト シャルル・ド・グルー ブーランジェ ゴッホ アンソール テオ・ファン・レイセルベルヘ エルマン・リシール シレン リック・ウォータース |
| フェルディナンド・シレン           | 1872-1944 | ベルギー     | 学生               | ナヴェス ポルテール スタラールト シャルル・ド・グルー ブーランジェ ゴッホ アンソール テオ・ファン・レイセルベルヘ エルマン・リシール シレン リック・ウォータース |
| アンリ・エヴェヌプール             | 1872-1899 | ベルギー     | 学生               | ナヴェス ポルテール スタラールト シャルル・ド・グルー ブーランジェ ゴッホ アンソール テオ・ファン・レイセルベルヘ エルマン・リシール シレン リック・ウォータース |
| リック・ウォータース               | 1882-1916 | ベルギー     | 学生               | ナヴェス ポルテール スタラールト シャルル・ド・グルー ブーランジェ ゴッホ アンソール テオ・ファン・レイセルベルヘ エルマン・リシール シレン リック・ウォータース |
| ルイ・ヴァン・デル・スワールメン   | 1883-1929 | ベルギー     | 学生               | ナヴェス ポルテール スタラールト シャルル・ド・グルー ブーランジェ ゴッホ アンソール テオ・ファン・レイセルベルヘ エルマン・リシール シレン リック・ウォータース |
| ジョルジュ・ヴァントンゲルロー     | 1886-1965 | ベルギー     | 学生               | ナヴェス ポルテール スタラールト シャルル・ド・グルー ブーランジェ ゴッホ アンソール テオ・ファン・レイセルベルヘ エルマン・リシール シレン リック・ウォータース |
| ルネ・マグリット                   | 1898-1967 | ベルギー     | 学生               | ナヴェス ポルテール スタラールト シャルル・ド・グルー ブーランジェ ゴッホ アンソール テオ・ファン・レイセルベルヘ エルマン・リシール シレン リック・ウォータース |
| ペヨ                               | 1928-1992 | ベルギー     | 学生               | ナヴェス ポルテール スタラールト シャルル・ド・グルー ブーランジェ ゴッホ アンソール テオ・ファン・レイセルベルヘ エルマン・リシール シレン リック・ウォータース |
| ケン・ニイムラ                     | 1981-     | スペイン     | 学生               | ナヴェス ポルテール スタラールト シャルル・ド・グルー ブーランジェ ゴッホ アンソール テオ・ファン・レイセルベルヘ エルマン・リシール シレン リック・ウォータース |
| ジュリー・マロ                     | 1985-     | ベルギー     | 学生               | ナヴェス ポルテール スタラールト シャルル・ド・グルー ブーランジェ ゴッホ アンソール テオ・ファン・レイセルベルヘ エルマン・リシール シレン リック・ウォータース |